# Щитовки
Щитовки (лат. Diaspididae) — семейство полужесткокрылых насекомых из надсемейства червецов. В семействе свыше 2400 видов, многие из которых являются вредителями растений.

## Описание
Для самок характерна неотения: во взрослом состоянии они лишены конечностей, антенн и глаз и, за исключением развитых половых органов, по своему строению напоминают личинок. Тело самки покрыто плотным щитком, который состоит из одной или двух личиночных шкурок и секреторной восковой части. Щиток легко отделяется от тела насекомого. Самцы имеют крылья, живут меньше суток.

## Развитие
Самцы в индивидуальном развитии проходят пять личиночных стадий, самки — три. Первая личиночная стадия является расселительной, на этой стадии самцы и самки практически не отличаются друг от друга. Личинки щитовок могут расселяться как самостоятельно, так и путём форезии.

## Палеонтология
Древнейшие самцы щитовок были найдены в камбейском янтаре (ранний эоцен). Также семейство отмечено в балтийском и доминиканском янтарях. Отпечатки листьев растений с покровными щитками самок щитовок найдены в эоцене Германии и миоцене Новой Зеландии.

## Классификация
В мировой фауне более 2600 видов из примерно 420 родов. Выделяют 4 подсемейства: Ancepaspidinae Borchsenius (6 родов), Furcaspidinae Balachowsky (1 род), Diaspidinae Targioni Tozzetti (из 2 триб и 230 родов) и Aspidiotinae Westwood (из 7 триб и 170 родов).
- Abgrallaspis
  - Тропическая многоядная щитовка (Abgrallaspis cyanophylli)
- Acanthomytilus
  - Acanthomytilus intermittens
- Acutaspis
  - Acutaspis litorana
- Allokermes Bullington and Kosztarab, 1985
- Andaspis Macgillivray, 1921
  - Andaspis formicarum Ben-Dov, 1978
- Annulaspis Ferris, 1938
- Aonidiella
  - Aonidiella araucariae
- Aonidomytilus Leonardi, 1903
- Aspidaspis Ferris, 1938
- Aspidiella
- Aspidiotus
  - Aspidiotus furcraeicola
- Coronaspis MacGillivray, 1921
- Melanaspis
  - Melanaspis araucariae
- Odonaspis
  - Odonaspis panici
- Osiraspis
  - Osiraspis balteata
- Pallulaspis Ferris, 1937
- Parlatoria
  - Фиолетовая щитовка (Parlatoria oleae)
- Pseudaulacaspis
  - Тутовая щитовка (Pseudaulacaspis pentagona)
- Rungaspis Balachowsky, 1949
- Другие роды